# Монастырь Менри
Монастырь Менри (тиб. སྨན་རི་, Вайли sman ri «целебная гора») — название бонского монастыря в Тибете, позже основанного в Индии. Название монастырю дали из-за обилия лекарственных растений и целебных источников на горе. Менри стал ведущим монастырем Бон в тибетском культурном регионе. Настоятель Менри признан духовным лидером религии Бон.

## История
Монастырь Менри был основан в 1405 году Ньямме Шерапом Гьелценом (1356—1416) из Гьяронга (Gyelrong), на склоне горы Шари Пхова в Топгьеле, Цанг.
Ньямме Шерап Гьелцен был восемнадцатым настоятелем древнего монастыря, также называемого Менри. Первый монастырь Менри был основан в 1072 году как монастырь Йеру Венсака. Он был разрушен наводнением в 1386 году.
Новый монастырь Менри, построенный в 1405 году, был основан в линии передачи Бру Бон и традиции Йеру Венсака. «Многие монахи, сменившие [Ньямме Шерап Гьелцен], также были из Гьяронга». Монастырь практиковал Юнгдрунг Бон и был известен «строгим соблюдением монашеских правил, которые устанавливали стандарт для других монастырей Бон». Ринчен Гьелцен был вторым настоятелем Менри.
С момента основания до 1966 года в монастыре было 32 настоятеля. Администрация монастыря представлена в статье Пера Квэрне.
Сангье Тендзин (1912—1978) служил лопоном в Менри, а также «отвечал за печать важных трудов Дзогчен».

## Монастырь Менри в Индии

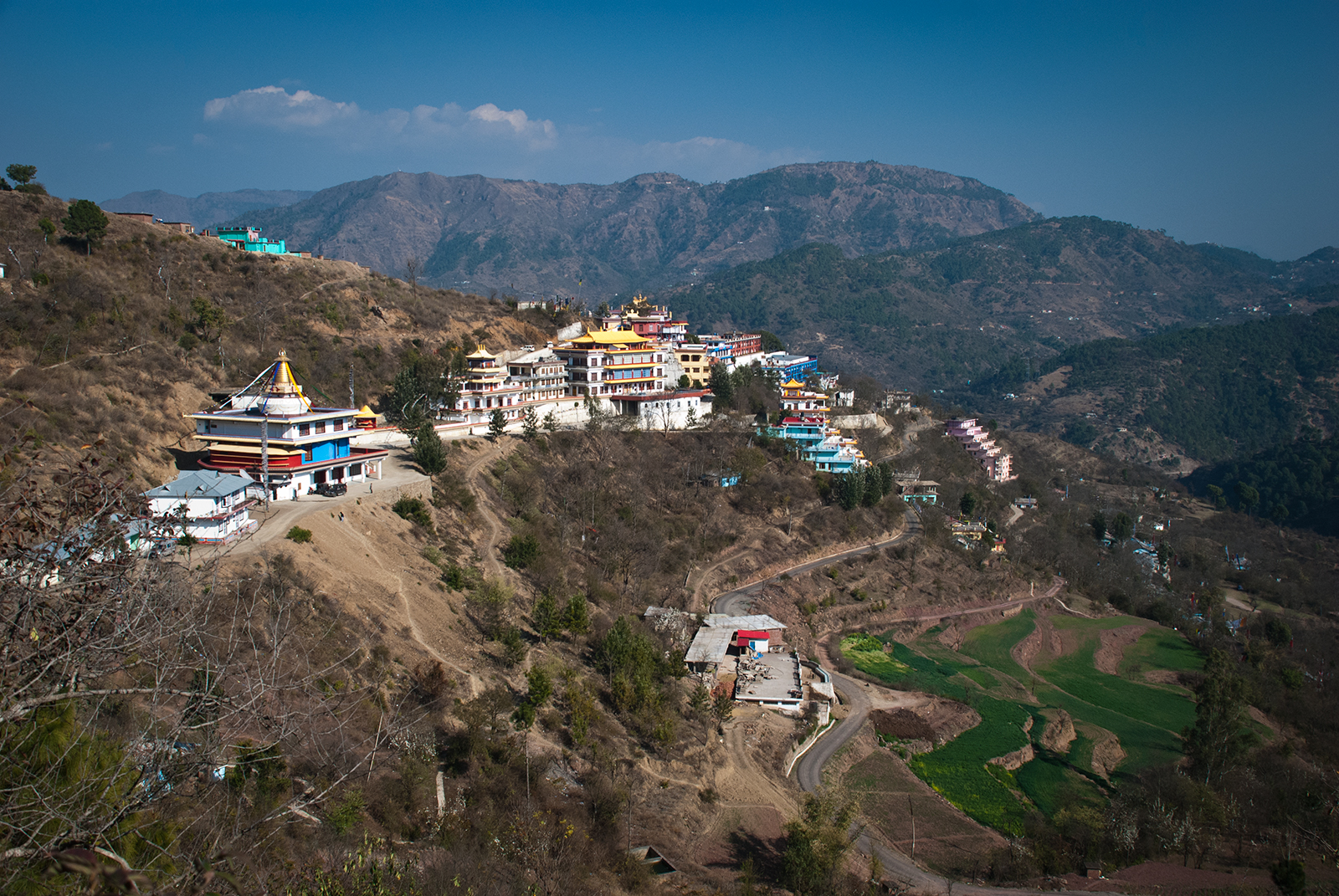
монастырь Менри (Индия) в 2016 г.

В 1967 году Менри была вновь основан в Доланджи в штате Химачал-Прадеш, Индия Лунгтоком Тенпаем Ньимой и Лопоном Тензином Намдаком. В этом монастыре воссоздана программа обучения геше, и в нем проживают более двухсот монахов. В Менри в Индии и монастыре Тритен Норбутсе в Непале в настоящее время практикуют единственные две программы геше по линии Бон.